# Ablitas
Ablitas est une ville et une municipalité de la communauté forale de Navarre dans le Nord de l'Espagne.
Elle est située dans la zone non bascophone de la province et à 104 km de sa capitale, Pampelune/Iruñea. Le castillan est la seule langue officielle alors que le basque n’a pas de statut officiel. Le nombre d'habitants en 2004 était de 2 376.

## Géographie
Limitée avec Tudela au nord, Ribaforada et Cortes au nord-est, Mallén, Borja et Tarazona (Saragosse) au sud et Barillas et Cascante à l'ouest.
Du point de vue géo-morphologique, on peut la diviser en deux parties. Dans le nord-ouest dominent les alluvions quaternaires des terrasses de Queiles et des glaciers d'érosion; là nous avons la tranquillité de Valpertuna et la lagune de Lor. Quant au reste, le terrain est topographiquement plus accidenté, surtout sur la bande miocène de gypse avec des parties de silex et un peu moins dans les affleurements argileux avec des strates de calcaires de la même période géologique, qui se prolongent vers l'est, depuis El Mojón (433 m) jusqu'à Monterrey (375 m).
Le climat est de type méditerranéen continental. De fortes oscillations thermiques, température moyenne annuelle d'environ 14 °C, rares pluies (350/400 mm en 60 jours) et irrégulières, aridité (quelque 750 mm d'évaporation potentielle), surtout en été.
Le paysage végétal original a été quasiment détruit en totalité, il ne reste que des pins de plantations.

## Histoire

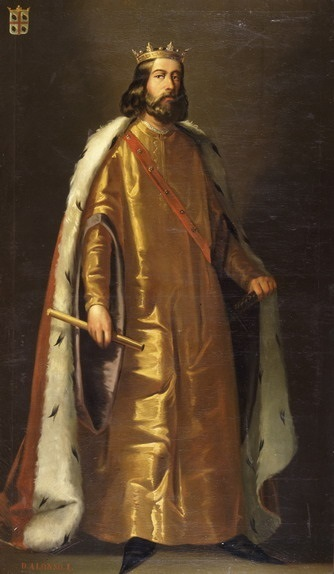
Portrait d'Alphonse Ier,
roi d'Aragon et de Pampelune

Il est établi qu'un noyau était habité immédiatement après la reconquête de Tudela en 1119, dont le fuero et la juridiction fut inscrite par Alphonse Ier. Le même monarque mit la mosquée sous la dépendance de Santa Maria de Tudela en 1121 mais il y avait une communauté musulmane importante. Demeurait également une minorité d'origine juive. À la suite d'une pénétration aragonaise en 1137 à laquelle Garcia Ramirez « el restaurador » répondit rapidement avec une contre-offensive dans ce nouveau secteur de la frontière du royaume pamplonais, la ville et le château restèrent aux commandes de Gonzalo de Azagra durant vingt ans, qui tenait également Tudela.
Elle restera par la suite au patrimoine de la Couronne. Dans les temps qui suivirent elle a conservé sa place de frontière. Elle subira les attaques des groupes aragonais incontrôlés (1350 - 1352).
Charles III octroie (le 31 janvier 1405) la seigneurie héréditaire à la ville et son territoire au maréchal Martin Enriquez de Lacarra. Le régime seigneurial est confirmé par Jean II (1439), qui attribue aussi à ses titulaires la juridiction basse et moyenne (1450). La population, à laquelle ce même souverain abaissa à son quart sa contribution dans le concept de quartiers (1454), resta ainsi liée pour des siècles au lignage des Lacarra. Ceux-ci allaient assumer au sein de la juridiction criminelle en première instance (1638), quelques années avant que la seigneurie devienne en comté (1652) avec le droit de nommer un maire et deux régisseurs.
Le conseil local, qui bien plus tôt avait tenté de participer à son émancipation du royaume et avait été puni (1300) pour avoir intégré les juntes formées face au souverain français Philippe IV le bel, est documenté au moins depuis le milieu du XVe siècle.
On ne connait pas les affectations (« los destinos » ?) de la florissante mosquée des Maures qui avaient tenté de s'intégrer (1304) à leurs coreligionnaires de Ribaforada et qu'au XIVe siècle regroupaient plus de la moitié des foyers de la ville.
Le territoire possédait des chantiers d'albâtre qui étaient exploités pour construire les tours du château de Tudela (1391-1394) et images des rois destinés au Palais royal d'Olite (1413).
Henri Ier de Navarre a fondé dans le monastère féminin de Tulebras une chapelle perpétuelle, confirmée par Charles III (1388). La donation de la seigneurie aux Lacarra privera les religieuses de ce bénéfice, lesquelles obtiendront de la princesse Éléonore qu'elle renouvelle la dotation (1477) à charge pour les droits qui encore reviendraient à la Couronne dans le concept des quarts et d'imposition.
À la fin du XVIIIe siècle, la ville était gouvernée par deux régisseurs et un maire désignés par le comte (alors la comtesse de Montijo).
Au début du XIXe siècle, on récoltait le blé, l'orge, le raisin, le chanvre et l'huile. Il y avait des pâturages pour le bétail laineux et des chantiers d'albâtre et de plâtre.
Ablitos a possédé un hôpital, fondé en 1300 avec l'accord de la mairie. Les soins des malades et les frais de fonctionnement étaient à sa charge qui obtenait les fonds par les collectes auprès des habitants.
En 1767 le conseil royal de Navarre ordonna que la collecte soit réalisée par les régisseurs, les jours de fêtes. En 1896 elle fut déclarée hôpital municipal et en 1910, la garde fut confiée aux religieuses de la Consolation.

## Administration
| 2003- 2007 | Luis Maria Sada |
| 1999-2003  | Inma Pinilla    |
| 1995-1999  | Luis Maria Sada |

## Démographie
| Évolution démographique                                 | Évolution démographique | Évolution démographique | Évolution démographique | Évolution démographique | Évolution démographique | Évolution démographique | Évolution démographique | Évolution démographique | Évolution démographique | Évolution démographique |
| 1996                                                    | 1998                    | 1999                    | 2000                    | 2001                    | 2002                    | 2003                    | 2004                    | 2005                    | 2006                    | 2007                    |
| ------------------------------------------------------- | ----------------------- | ----------------------- | ----------------------- | ----------------------- | ----------------------- | ----------------------- | ----------------------- | ----------------------- | ----------------------- | ----------------------- |
| 2 231                                                   | 2 255                   | 2 311                   | 2 330                   | 2 339                   | 2 376                   | 2 402                   | 2 417                   | 2 425                   | 2 440                   | 2 459                   |
| Sources: Ablitas et instituto de estadística de navarra |                         |                         |                         |                         |                         |                         |                         |                         |                         |                         |

## Patrimoine civil
- Château Chiviri

## Patrimoine religieux
- Église Nuestra Señora la Virgen del Rosario

## Fêtes
Les fêtes patronales se déroulent du 7 au 14 septembre en l'honneur de la Vierge du rosaire. En plein été, ce sont les fêtes de la patronne, Sainte Marie Madeleine, le 22 juillet, connues pour le traditionnelle lancer de poires depuis le balcon de la mairie.

## Personnages célèbres
- Pedro Arellano Sada, né à Ablitas en 1897. Licencié en magistère et histoire, auteur d'essais, études et poésie, exerça à Ceuta, Castejón, Cabanillas et reprit la charge de sous-directeur de la bibliothèque de Catalogne. Il mena toute sa grâce à travers le monde et ne cessait de chanter quelques jotas[7], qui lui rappelait beaucoup son pays natal.

## Jumelages
Geaune (France) depuis 1999

## Légende
On raconte qu'il existe un passage souterrain qui va du château a un lac situé à quelques kilomètres et par lequel, selon la légende, les chevaux descendaient pour s'y abreuver.
On raconte également que dans une manse abandonnée qui appartenait à Doña Resaira, une habitante du village y mourut et on peut entendre des bruits étranges dans la nuit.

### Sources
- (es) Cet article est partiellement ou en totalité issu de l’article de Wikipédia en espagnol intitulé « Ablitas » (voir la liste des auteurs).